# Nave di Ladby

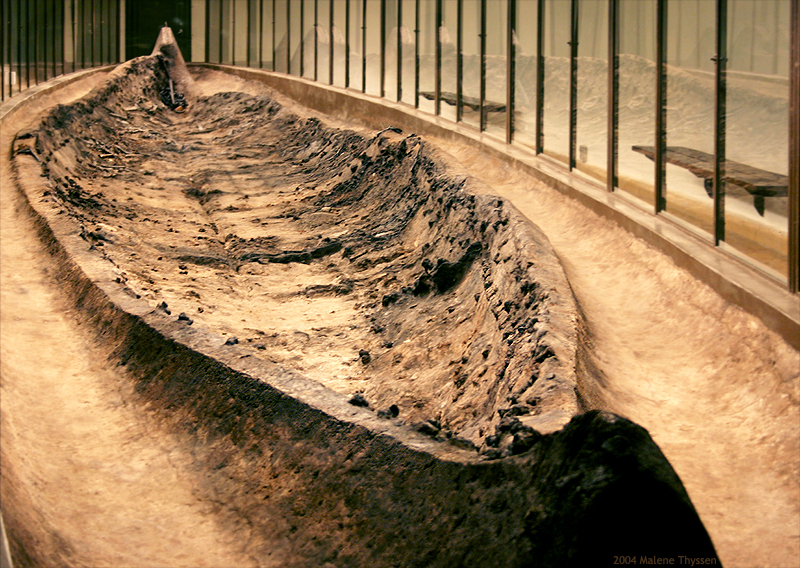
La nave di Ladby

La nave di Ladby è un'importante nave funeraria, di tipo simile a quelle contenute nella tomba di Hedeby e nei monumenti navali funebri di Oseberg, Borre, Gokstad e Tune, in Norvegia meridionale, tutte datate tra il IX ed il X secolo. Si tratta dell'unica nave funeraria rinvenuta in Danimarca. Fu scoperta a sud-ovest di Kerteminde, sull'isola di Fionia.
La tomba si trova all'interno di un comune sito funerario di epoca vichinga. Gli scavi hanno portato alla luce abbondanti reperti archeologici, sia oggetti che animali. Fu datata all'inizio del X secolo, basandosi sugli ornamenti di bronzo dorato usati per gli accessori del cane, decorati in stile Jelling.
La tomba era già stata riaperta quando fu trovata e, dato il rinvenimento di poche ossa umane, si è pensato ad un caso di spostamento da una tomba pagana ad una cristiana. Altra interpretazione più accettabile sarebbe quella che la lotta per il dominio di re Haraldr Blátönn e del suo erede, Sveinn Tjúguskegg, potrebbe aver portato al saccheggio della tomba. Era dopotutto un simbolo di potere molto visibile per chiunque vi abitasse o si trovasse a passarvi. Eliminando il morto e spaccando gli oggetti in centinaia di pezzi, chi lo fece inferse un duro colpo al prestigio dei suoi parenti.
Gli scavi furono operati da G. Rosenberg e P. Helweg Mikkelsen (farmacista) tra il 1934 ed il 1937. I disegni originali costituiscono la fonte primaria di informazioni sulla scoperta. P.Helweg Mikkelsen si dimostrò anche un protettore dei reperti storici pagando per far erigere un edificio in quel luogo, coperto poi con terra ed erba. Fu quindi donato al Museo Nazionale, che ne ebbe piena responsabilità fino al 1994, quando divenne proprietà del dipartimento di Archeologia e Territorio del Museo Vichingo di Ladby (parte del Museo del Funen Orientale).
Oggi il Museo Vichingo di Ladby espone numerosi degli oggetti ritrovati nella tomba, e fornisce una panoramica dell'epoca vichinga nel Funen nord-orientale. Il nuovo edificio contiene anche una ricostruzione della nave funeraria. Mostra la scena come sarebbe apparsa subito dopo il funerale, con il cadavere posto sopra ad una replica a dimensioni originali della barca, e tutto il corredo funebre, vicino ai suoi cani ed agli undici cavalli. È possibile anche osservare un video sulla cultura vichinga riguardo al viaggio verso il regno dei morti, basato sulla mitologia norrena e sulle pietre runiche del Gotland.

## Galleria d'immagini

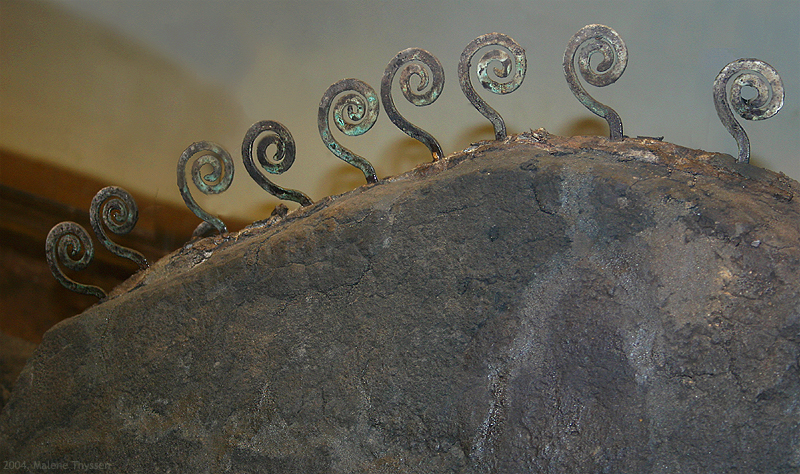
Ornamenti della barca
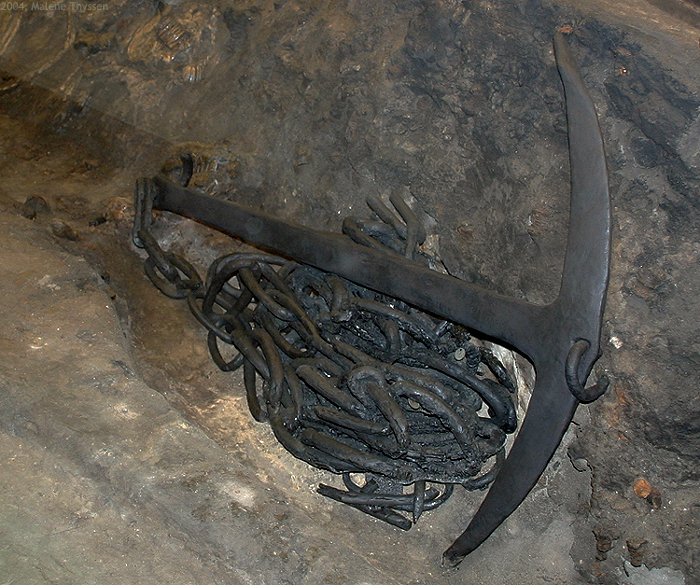
Ancora
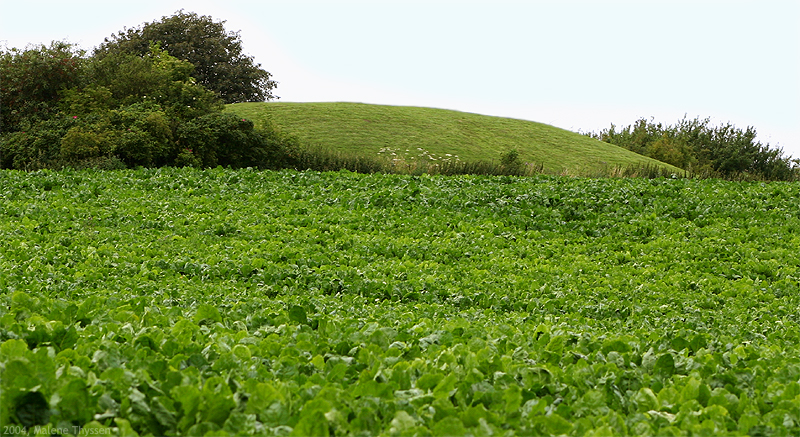
Il tumulo della nave di Ladby